# Via Sublacensis
Виа Сублаценсис (на латински: Via Sublacensis) е римски път, започващ от палата на Нерон (Villa Sublacensis) в днешния Субиако в регион Лацио, Италия. Откланя се от Виа Валерия близо до Вариа (днес Виковаро на 45 km от Рим), на 10 km североизточно от Тиволи.
На около 445 м от лявата страна на 38-ия милиарен камък на път Via Sublacensis се намират главните извори Керулий и Куртий на акведукта Аква Клавдия.